# بيلو بيلو
بيلو بيلو أو بينالتوك هو حلوى فلبينية تتكون من كرات صغيرة مصنوعة من دقيق الأرز اللزج (الأرز الحلو اللزج يتم تشكيله إلى كرات صغيرة بإضافة الماء)، تُطهى في حليب جوز الهند مع السكر. يُضاف إلى الطبق مكونات أخرى مثل الكاكايا (فاكهة الجاك فروت)، موز "سابا"، البطاطا الحلوة، القلقاس، وحبوب التابيوكا أو الساغو (بحجمين، اللؤلؤ العادي والصغير).
يرجع أصل بيلوبيلو إلى منطقة لوزون في الفلبين، وتتفاوت وصفات تحضيره بحسب المنطقة. تتضمن بعض الوصفات لحم جوز الهند الطري، وأحيانًا يتم إضافة أوراق الباندان لتعزيز النكهة. يتم تناول هذه الحلوى عادةً ساخنة، لكن يفضلها البعض باردة بعد وضعها في الثلاجة.